# Live (The Dubliners album)
 For alternative betydninger, se Live. (Se også artikler, som begynder med Live)
Live er et livealbum af The Dubliners optager i Sheffield udgivet af Polydor i 1974.
De medvirkende er Ronnie Drew, Luke Kelly, Barney McKenna, Ciaran Bourke og John Sheahan. Det blev Ronnie Drew's sidste album med The Dubliners de næste fem år, da han startede som soloartist.
Ligeledes blev sidste album, hvor Ciaran Bourke var fuldtids medlem af gruppen, da han fik en hjerneblødning. Han synger "All for Me Grog" på albummet.
Nummeret "Fairmoye Lasses and Sporting Paddy" som er det første nummer på pladen, er senere blevet den melodi The Dubliners starter de fleste af deres koncerter med. Det kommer oprindeligt fra albummet A Drop of the Hard Stuff fra 1969.
Albummet blev genudgivet i 1977 under navnet "Dubliners Live".

## Spor[2]

### Side Et
1. "Fairmoye Lasses and Sporting Paddy"
2. "Black Velvet Band"
3. "Whiskey in the Jar"
4. "All for the Grog"
5. "The Belfast Hornpipe/Tim Maloney"
6. "The Four Poster Bed/Colonel Rodney"
7. "Finnegan's Wake"
8. "McAlpine's Fusiliers"

### Side To
1. "Seven Drunken Nights"
2. "Reels – Scholar/Teetotaller/The High Reel"
3. "Home Boys Home"
4. "Dirty Old Town"
5. "Blue Mountain Rag"
6. "The Wild Rover"
7. "Weile Waile"
8. "The Holy Ground"